# Prise de son en extérieur

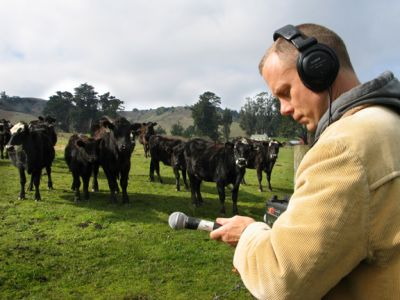
M. C. Schmidt du groupe Matmos enregistrant des échantillons sonores de vaches pour leur album The Rose Has Teeth in the Mouth of a Beast sorti en 2006.

La prise de son en extérieur est un terme utilisé pour faire référence à un enregistrement sonore produit en dehors d'un studio d'enregistrement. Le terme s'applique aussi aux enregistrements de sons issus de la nature et de ceux produits par l'être humain. Il s'applique également aux enregistrements de sons tels que les champs électromagnétiques ou les vibrations, en utilisant différents microphones tels qu'une antenne magnétique passive pour les enregistrements électromagnétiques ou des microphones de contact. Pour les enregistrements sous-marins, un preneur de son utilise des hydrophones pour capter les sons et/ou les mouvements des baleines ou d'autres organismes aquatiques. Ces enregistrements sont très utiles pour les concepteurs sonores.
L'enregistrement sur le terrain des sons naturels, également appelé phonographie (terme choisi pour illustrer ses similitudes avec la photographie), a été développé à l'origine comme un complément documentaire aux travaux de recherche sur le terrain et aux travaux de bruitage pour le cinéma. Avec l'arrivée d'équipements portables de haute qualité, elle devient une forme d'art évocatrice en soi. Dans les années 1970, les enregistrements phonographiques traités et naturels (inaugurés par la série audio Environments d'Irv Teibel) deviennent populaires.

## Histoire
La plus ancienne prise de son en extérieur connue est celle d'un merle Shama. Le son  est  enregistré en 1889 par Ludwig Koch à l'aide d'un cylindre de cire. Il s'agit du premier enregistrement documenté d'une source autre qu'humaine. La distinction entre les prises de son en extérieur et l'art ou la musique reste ambiguë, car ils servent encore les deux objectifs. Certains des premiers partisans de ce domaine important, mais méconnu, citent des exemples tels que le Week-end de Walter Ruttman (une pièce radiophonique composée d'enregistrements de la vie quotidienne à Berlin) et les « livres audio » de Ludwig Koch (qui apprenaient aux auditeurs à identifier les espèces à l'aide d'enregistrements de chants d'oiseaux sur gramophone). Ces prises de son extérieurs et bien d'autres ont fini par être stockés sur des disques vinyles pour être vendus à des passionnés, des amateurs et des touristes quelques décennies plus tard, dans les années 1950, 1960 et 1970.
En relation avec ces disques vinyles, le concept des sons des trains à vapeur semblait également être une sorte de fétiche ou d'obsession pour les collectionneurs de disques du milieu du 20e siècle, leur nostalgie et leur mode de transport obsolète se reflétant dans l'engouement actuel pour le vinyle.

## Caractéristiques
La prise de son en extérieur implique souvent la capture de bruits ambiants de faible niveau et complexes, et, en conséquence, les exigences du preneur de son sur le terrain ont souvent repoussé les limites techniques de la prise de son, c'est-à-dire en exigeant un faible niveau de bruit et une réponse en fréquence étendue dans un appareil portable, alimenté par batterie. C'est pourquoi les preneurs de son ont privilégié des enregistreurs, des microphones et des préamplificateurs de haute qualité (généralement professionnels). L'histoire de l'équipement utilisé dans ce domaine suit de près le développement de la technologie de la prise de son portable professionnel. Les accessoires modernes utilisés sur le terrain comprennent, entre autres, les pare-vent (mousse, fourrure, réflecteur parabolique), les supports antichocs, les câbles de microphone, les enregistreurs audio numériques, etc.
Outre l'enregistrement et le montage, le processus d'enregistrement sur le terrain implique également les compétences suivantes. Capacité à surveiller (observer les signaux pertinents pour s'assurer que l'enregistrement et les réglages sont corrects), à contrôler les niveaux (plage de décibels et marge d'amplification correctes), à créer une documentation soignée (manipuler, annoter et étiqueter le matériel enregistré), à nettoyer (couper les bruits indésirables, traiter, etc.) et à gérer les fichiers.